# Генрі Гріннел
Генрі Гріннелл (англ. Henry Grinnell) (народився 18 лютого 1799 р. у Нью-Бедфорд, штат Массачусетс — помер 30 червень 1874) — підприємець і філантроп з США, один із засновників Американського географічного і статистичного товариства.

## Кар'єра
У 1818 році Гріннелл переїхав до Нью-Йорка, де став клерком брокерської фірми «H.D. & E.B. Sewell». Він одружився з Сарою Мінторн (англ. Sarah Minturn) 1822 року. У 1825 році Генрі приєднався до свого брата Джозефа Гріннелла в «Fish, Grinnell & Company». Кілька років пізніше, з додаванням прізвища шурина Генрі, це стало «Grinnell, Minturn & Company», — фірма, операції якої були значно розширені через її вступ у загальний судноплавний бізнес. Ця компанія стала одним із найсильніших торгових домів в Нью-Йорку.
Генрі Гріннелл вийшов у відставку в 1850 році, приблизно в той час, коли він став дуже зацікавлений у долі втраченої полярної експедиції Франкліна. Протягом решти життя він регулярно листувався з Леді Джейн Франклін (англ. Jane Franklin) та іншими, зацікавленими в розгадці таємниці, а також сприянні фінансування кілька експедицій.
Перша з цих експедицій була в 1850 році, коли він придбав і позичив в оренду бриги ВМС США Rescue і Advance для пошуку Арктики під загальним командуванням лейтенанта Едвіна де Гавена. Після безуспішного повернення суден він фінансує Другу експедицію з Advance під командуванням Єлисей Кент Кейна, який досліджував область під назвою Земля Гріннеля північно-західного узбережжя Гренландії між 1853 і 1855 роками, коли було покинуто безнадійно оточене льодом судно.
У 1856 році Гріннел зіграв важливу роль у швидкому врятуванні HMS Resolute, яке відновили за рахунок уряду Сполучених Штатів і повернули Великій Британії як гарний жест. Частково це було в надії, що судно використовуватимуть для подальшого пошуку експедиції Франкліна.
На пізніших порах інтерес Гріннела до полярних досліджень послабився, проте він робив внески у плавання Ісаака Ізраїль Хейс в 1860 році і в три експедиції Чарльза Френсіса Голлаа між 1860 і 1870 роками. Він був також регулярним кореспондентом разом з письменником і невдалим дослідником Вільямом Паркером Сноу.
Генрі Гріннелл був також одним із засновників Американського географічного і статистичного товариства.

## Особисте життя
Гріннелл помер 1874 року. У 1880 році британський уряд подарував його вдові письмовий стіл для леді, зроблений з деревини недавно знищеного «HMS Resolute». Це був не «Стіл Резолют», але схожий стіл з інших порід деревини з того ж судна.
Син Гріннелла Генрі Волтон Гріннелл (19 листопада 1843 — 2 вересня 1920) зробив блискучу військово-морську кар'єру.
Дочка Сільвія (народилася в 1838) вийшла заміж за Вільяма Фіцгерберта Ракстона (народився 1830), який став адміралом у Британському Королівському флоті.